# Hethum II
Hethum II (armeni: Հեթում Ա) (1266- agost del 1307) fou rei del Regne Armeni de Cilícia, fill de Lleó III, que va succeir el seu pare quan va morir el 1289. Per la seva mare Kirana de Lampron va heretar aquesta senyoria. Fou el tercer rei de la dinastia hethumiana.
El 1292 Al-Àixraf Khalil, el soldà mameluc, que acabava de conquerir les restes del Regne de Jerusalem amb la caiguda d'Acre, va envair el regne d'Armènia i va saquejar Hromgla. Lleó va haver de cedir als mamelucs Behesni, Marash i Hamduna que cobrien Cilícia del costat de l'Akhir Dagh. L'exiliat Pietro di Fossombrone (Angelo da Clareno) el va convertir i ordenar com a frare franciscà, fet que el va inclinar a renunciar al poder i a treballar per la croada.
Va abdicar el 1293 en el seu germà Toros III i es va retirar a un monestir a Mamistra, però al cap d'uns mesos Toros el va cridar per assolir altre cop la corona i buscar una aliança amb els mongols. Toros va restar com a rei associat.
El 1295 Hethum va anar a la cort de l'Il-kan Mahmud Ghazan i va aconseguir la seva aliança (el kan estava ben disposat a favor dels armenis), però Ghazan s'havia fet musulmà i l'esperança mongola s'havia acabat.
El 1296 van anar a Constantinoble on la seva germana Rita d'Armènia es va casar amb l'hereu Miquel IX Paleòleg, associat al tron pel seu pare Andrònic II Paleòleg. Durant la seva absència un altre germà, Simbaci, es va apoderar del tron amb l'ajuda d'un germà de nom Constantí, i després va fer presoners els seus germans quan tornaven, prop de Cesarea, i els va tancar a Partzerpert on Hethum fou parcialment cegat (1297) i Toros assassinat (1298). Llavors Constantí (III) es va posar en contra del seu germà, el va deposar i va assolir el poder temporalment, fins que Hethum, que havia estat alliberat i curat de la seva ceguera parcial, va acceptar reassumir la corona (1299). Es va entrevistar amb Ramon Llull per discutir la possibilitat d'una croada conjunta amb Enric II de Xipre, els ordes militars i Jaume el Just.

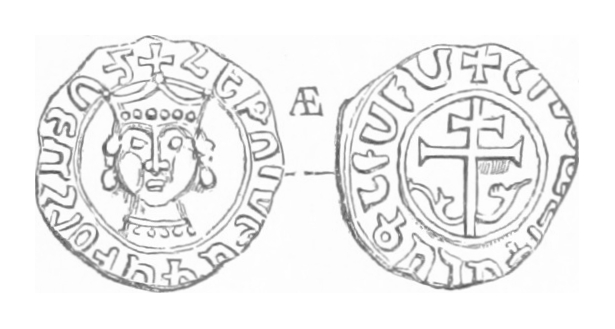
Moneda d'Hethum II dibuixada pel viatjant i historiador Langlois

Els armenis es van unir llavors (1299) a l'exèrcit que enviava l'Il-kan Ghazan; les forces mongoles i armènies van derrotar els mamelucs a la Wadi al-Khazandar el 22 de desembre del 1299 prop d'Homs, però van perdre la batalla de Marj al-Saffar, al sud de Damasc, el 1303. Tanmateix, immediatament després de la victòria, els mongols es van retirar sense imposar cap condició als vençuts. Hethum llavors va abdicar el 1301 en el seu nebot Lleó IV, i encara que va actuar com a regent, es va retirar a un monestir.
El 1303 els mongols van tornar a Síria però foren derrotats pels mamelucs a prop de Damasc. Els mamelucs podien atacar ara la indefensa Armènia però el 1305 un exèrcit armeni dirigit per Lleó i Hethum II va aconseguir derrotar i aturar als mamelucs a la regió de Bagras.
El 1307 el regent Hethum i el rei Lleó foren assassinats a Anazarbe mentre visitaven a l'emir Bilarghu. Quan la notícia es va saber a Armènia fou proclamat rei Oshin, germà de Hethum II.
Hethum estava casat amb Helvis de Lusignan, filla del rei Hug III de Xipre, amb la qual va tenir un fill de nom Toros, que fou assassinat per Simbaci el 1296.